# Isla Cristina

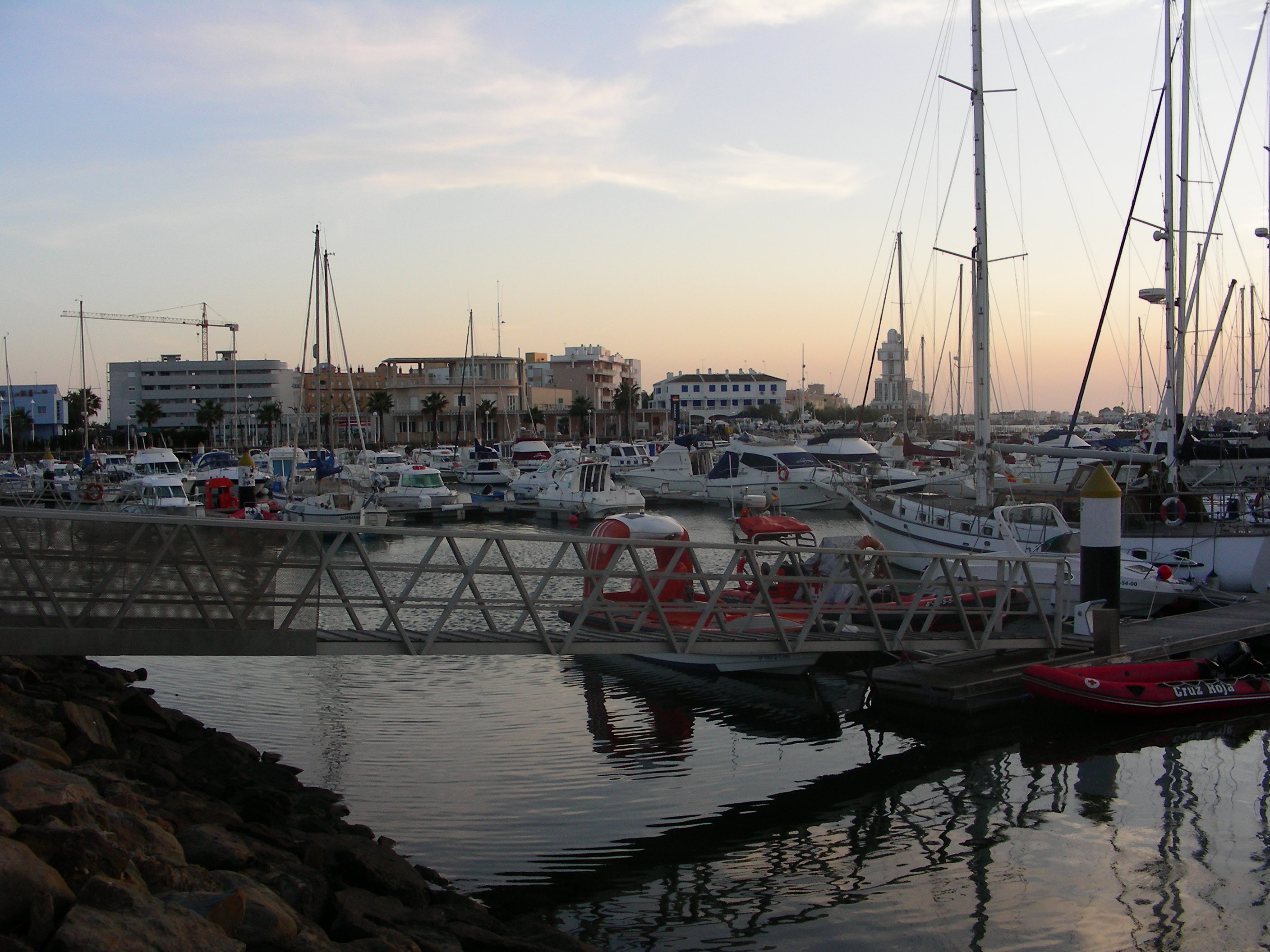
Isla Cristina
(2008)

Isla Cristina là một thành phố và đô thị ở tỉnh Huelva, Tây Ban Nha. Theo điều tra dân số năm 2006, thành phố này có dân số 19.875 người.
Isla Cristina vẫn là một trong những cảng đánh cá quan trọng ở tỉnh Huelva. Đây cũng là một khu vực nghỉ mát mùa Hè của người Tây Ban Nha với các bãi biển đẹp.